# فریدون صاحب‌جمع
فریدون صاحب جمع (۱۹۳۳–۲۰۰۸) رمان‌نویس و روزنامه‌نگار و خبرنگار جنگی ایرانی-فرانسوی. او به خاطر نوشتن رمان سنگسار ثریا م. داستانی واقعی شهرتی بین‌المللی به دست آورد. فیلمنامهٔ فیلم سنگسار ثریا م بر اساس این رمان نوشته شد. او خبرنگاری شناخته شده در کانال LCI channel فرانسه و روزنامه‌های فرانسوی مانند Le Monde و Le Telegramme بود و در سال ۲۰۰۸ درگذشت.
پدرش حسین صاحب جمع، سیاستمدار فعال در جامعهٔ ملل در ژنو، فرزند انتصارالسلطنه صاحب جمع، وزیر دربار بود. مادرش ایراندخت مفخم، دختر شاهزاده اسحاق مفخم الدوله، وزیر مختار و سفیر ایران در دربار تزار نیکلای دوم روسیه تا سال ۱۹۱۷ بود که پس از بازنشستگی در شهر نیس فرانسه مستقر شد.
صاحب‌جمع به عنوان روزنامه‌نگار اولین کسی بود که گزارشهایی دربارهٔ جرایم جمهوری اسلامی ایران علیه بهاییان و استفاده نظامی از کودکان زیر سن قانونی در ارتش ایران در طول جنگ ۸ ساله با عراق نوشت. به گفتهٔ داریوش کدیور، تهدیدهایی توسط اسلام‌گرایان علیه صاحب‌جمع گزارش شده‌است. آخرین مقاله او گزارشی از جنگ عراق بود که خودش اخیراً از آن بازدید کرده و برای روزنامه فرانسوی Le Telegraph نوشته بود. صاحب‌جمع زندگینامهٔ مادرش را نیز نوشته‌است که به نام Une Princess Persane (شاهدخت پارسی) منتشر شده‌است.